# Bósai Kameda

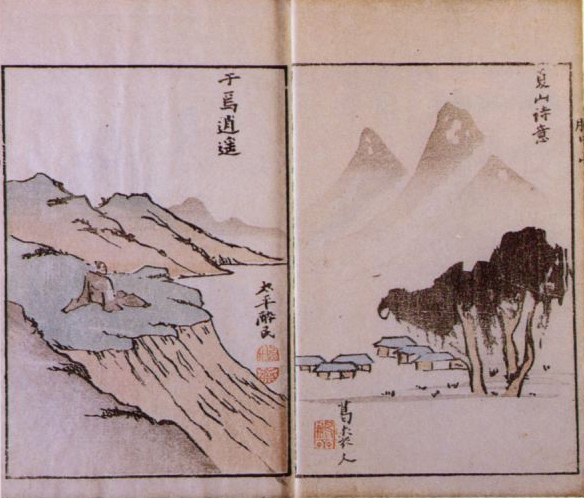
Z alba Kjóčúzan (Hory mého srdce)

Bósai Kameda (japonsky: 亀田鵬斎, Kameda Bósai; 21. října 1752 Kanda (dnes část tokijské čtvrti Čijoda) – 15. dubna 1826 Edo) byl japonský literátský malíř, kaligraf a učenec.

## Život
Mezi lety 1772 a 1799 vedl svou vlastní úspěšnou neokonfuciánskou akademii, v níž propagoval eklektický konfucianismus. Po nástupu nového ideologa šógunátu Sadanobua Macudairy vyznávajícího ortodoxní konfucianismus ji ale musel uzavřít a stáhnout se z veřejného života. Později se soustředil na psaní čínských básní, malování a cestování po Japonsku. V Edu se stal jedním ze tří nejuznávanějších kaligrafů. I když žil v závěru svého života v chudobě, stýkal se s mnoha významnými učenci a umělci své doby.

## Dílo
Z nepřeberného množství svých maleb vydal tiskem jen jediné album Hory mého srdce (胸中山, Kjóčúzan). To obsahuje 29 krajinek malířského žánru haiga.
Česky vyšly Kamedovy ilustrace v díle Úzká stezka do vnitrozemí (autor Matsuo Bašó, přeložil Antonín Líman, doslov k výtvarnému doprovodu Helena Honcoopová, ilustrace Kameda Bósai a Kasušika Hokusai; vydal DharmaGaia, Česko-japonská společnost, Praha, 2006)